# Gorney Gigant
Die Gorney Gigant in Almaty (Kasachstan) bestehen aus mehreren Skisprungschanzen. Zur Anlage gehören zwei kleinere Schanzen der Kategorien K 20, K 40, eine Mittelschanze der Kategorie K 60, eine Normalschanze der Kategorie K 95 und eine Großschanze der Kategorie K 125. Alle fünf Schanzen sind mit Matten belegt. 

## Geschichte
Bereits vor dem Bau der heutigen Schanzenanlage befand sich in Almaty das Zentrum des kasachischen Skispringens. Die dort vorhandene K 70-Mattenschanze diente vor allem für nationale Wettkämpfe, sie wurde im Zuge des Neubaus abgebrochen. Daneben gab es auch noch Jugendschanzen der Kategorien K15, K30 und K45. Im Herbst 2007 wurde mit dem Bau der zwei Mattenschanzen Kategorien K 95 und K 125 begonnen. Darüber hinaus errichtete man ein Sprungstadion für 20.000 Sitzplätze und einen Lift. Die zwei neuen Schanzen wurden im September 2010 fertiggestellt. Sie wurden mit zwei Continental Cupspringen eröffnet, die jeweils der Pole Kamil Stoch für sich entscheiden konnte. Ein halbes Jahr später fanden dort die Skisprungwettbewerbe der Winter-Asienspiele 2011 statt, für die die Anlage errichtet worden war. Am 30. August fand das erste Springen des Sommer-Grand-Prix 2011 statt, welches der slowenische Skispringer Jurij Tepeš gewinnen konnte. Danach wurden die alten Jugendschanzen abgerissen und 2013 durch drei neue Jugendschanzen (K20, K40 und K60) ersetzt. Im Februar 2017 fanden auf der Normalschanze die Skisprungwettbewerbe der Winter-Universiade 2017 statt.

## Entwicklung des Schanzenrekordes
Den ersten Schanzenrekord auf der Großschanze stellte der Japaner Kazuya Yoshioka am 31. Januar 2011 im Rahmen der Winter-Asienspiele 2011 bei seinem Siegsprung im zweiten Durchgang mit 130,5 Metern auf. Den derzeitigen Schanzenrekord hält der österreichische Kombinierer Mario Seidl, der am 9. Februar 2013 beim Weltcup der Nordischen Kombination 142 Meter weit sprang. Den Sommerrekord hält der Pole Kamil Stoch, der am 24. September 2010 beim Training für das Continental-Cup-Springen einen 140,5-Meter-Satz stand. Im Einzelnen entwickelte sich der Schanzenrekord auf der Großschanze wie folgt:
| Weite     | Datum              | Athlet               |
| --------- | ------------------ | -------------------- |
| 130,5 m   | 31. Januar 2011    | Kazuya Yoshioka      |
| 131,0 m   | 13. Dezember 2011  | Aleksander Zniszczoł |
| 133,5 m   | 13. Dezember 2011  | Atle Pedersen Rønsen |
| 133,5 m   | 13. Dezember 2011  | Michael Hayböck      |
| 134,0 m   | 13. Dezember 2011  | Mitja Mežnar         |
| 138,0 m   | 13. Dezember 2011  | Michael Hayböck      |
| 138,0 m 1 | 11. Februar 2012   | Yoshito Watabe       |
| 139,0 m 1 | 12. Februar 2012   | Maxime Laheurte      |
| 142,0 m 1 | 9. Februar 2013    | Mario Seidl          |
| 138,5 m   | 21. September 2013 | Dmitri Wassiljew     |
| 139,5 m   | 21. September 2013 | Jernej Damjan        |
| 145,0 m 1 | 27. Februar 2016   | Peter Prevc          |
| 141,0 m   | 27. Februar 2016   | Peter Prevc          |
| 141,5 m   | 28. Februar 2016   | Severin Freund       |

Auf der Normalschanze wird der Rekord für Springen auf Schnee gemeinsam von dem Russen Jegor Ussatschew und Kasachen Sergei Tkatschenko gehalten, die im Januar bzw. Februar 2017 jeweils 105 Meter weit sprangen. Den Sommerrekord hält die Japanerin Sara Takanashi, die beim Grand-Prix-Springen am 23. September 2012 107 Meter weit sprang.

## Internationale Wettbewerbe
Genannt werden alle von der FIS organisierten Sprungwettbewerbe.
| Datum              | Kategorie               | Schanze | 1. Platz                                                                                | 2. Platz                                                                   | 3. Platz                                                                       |
| ------------------ | ----------------------- | ------- | --------------------------------------------------------------------------------------- | -------------------------------------------------------------------------- | ------------------------------------------------------------------------------ |
| 25. September 2010 | Continental Cup         | HS140   | Kamil Stoch                                                                             | Jakub Janda Wladimir Sografski                                             |                                                                                |
| 26. September 2010 | Continental Cup         | HS105   | Kamil Stoch                                                                             | Wladimir Sografski                                                         | Łukasz Rutkowski Tomasz Byrt                                                   |
| 31. Januar 2011    | Winter-Asienspiele      | HS140   | Kazuya Yoshioka                                                                         | Kazuyoshi Funaki                                                           | Nikolai Karpenko                                                               |
| 2. Februar 2011    | Winter-Asienspiele      | HS140   | JapanKazuyoshi Funaki Yūhei Sasaki Yūta Watase Kazuya Yoshioka                          | KasachstanAlexei Koroljow Radik Schaparow Jewgeni Ljowkin Nikolai Karpenko | SüdkoreaChoi Heung-chul Kang Chil-gu Choi Yong-jik Kim Hyun-ki                 |
| 4. Februar 2011    | Winter-Asienspiele      | HS105   | Jewgeni Ljowkin                                                                         | Kazuya Yoshioka                                                            | Radik Schaparow                                                                |
| 30. August 2011    | Grand Prix              | HS140   | Jurij Tepeš                                                                             | Jure Šinkovec                                                              | Anders Fannemel                                                                |
| 13. Dezember 2011  | Continental Cup         | HS140   | Michael Hayböck                                                                         | Aleksander Zniszczoł                                                       | Atle Pedersen Rønsen                                                           |
| 14. Dezember 2011  | Continental Cup         | HS140   | Michael Hayböck                                                                         | Žiga Mandl                                                                 | Markus Eisenbichler                                                            |
| 2. September 2012  | Grand Prix              | HS106   | Sara Takanashi                                                                          | Katja Požun                                                                | Alexandra Pretorius                                                            |
| 22. September 2012 | Grand Prix              | HS140   | Jurij Tepeš                                                                             | Anders Fannemel                                                            | Tom Hilde                                                                      |
| 23. September 2012 | Grand Prix              | HS106   | Sara Takanashi                                                                          | Irina Awwakumowa                                                           | Alexandra Pretorius                                                            |
| 23. September 2012 | Grand Prix              | HS140   | Taku Takeuchi                                                                           | Jurij Tepeš                                                                | Anders Bardal                                                                  |
| 8. Dezember 2012   | Continental Cup         | HS140   | Stefan Kraft                                                                            | Klemens Murańka                                                            | David Zauner                                                                   |
| 9. Dezember 2012   | Continental Cup         | HS140   | Stefan Kraft                                                                            | Klemens Murańka                                                            | David Zauner                                                                   |
| 21. September 2013 | Grand Prix              | HS106   | Sara Takanashi                                                                          | Coline Mattel                                                              | Yurina Yamada                                                                  |
| 21. September 2013 | Grand Prix              | HS140   | Anders Bardal                                                                           | Jernej Damjan                                                              | Antonin Hajek                                                                  |
| 22. September 2013 | Grand Prix              | HS106   | Sara Takanashi                                                                          | Katja Požun                                                                | Atsuko Tanaka                                                                  |
| 22. September 2013 | Grand Prix              | HS140   | Matjaž Pungertar                                                                        | Jernej Damjan                                                              | Reruhi Shimizu                                                                 |
| 20. September 2014 | Grand Prix              | HS106   | Sara Takanashi                                                                          | Irina Awwakumowa                                                           | Yūki Itō                                                                       |
| 20. September 2014 | Grand Prix              | HS140   | Jernej Damjan                                                                           | Reruhi Shimizu                                                             | Wladislaw Bojarinzew                                                           |
| 21. September 2014 | Grand Prix              | HS106   | Sara Takanashi                                                                          | Katharina Althaus                                                          | Maja Vtič                                                                      |
| 21. September 2014 | Grand Prix              | HS140   | Taku Takeuchi                                                                           | Jernej Damjan                                                              | Phillip Sjøen                                                                  |
| 5. Februar 2015    | Junioren-WM             | HS106   | Sofja Tichonowa                                                                         | Elisabeth Raudaschl                                                        | Chiara Hölzl                                                                   |
| 5. Februar 2015    | Junioren-WM             | HS106   | Johann André Forfang                                                                    | Andreas Wellinger                                                          | Phillip Sjøen                                                                  |
| 7. Februar 2015    | Junioren-WM             | HS106   | DeutschlandHenriette Kraus Pauline Heßler Anna Rupprecht Gianina Ernst                  | RusslandDarja Gruschina Alexandra Kustowa Marija Jakowlewa Sofja Tichonowa | JapanNozomi Maruyama Yurina Yamada Shihori Ōi Yūka Setō                        |
| 7. Februar 2015    | Junioren-WM             | HS106   | NorwegenJoacim Ødegård Bjøreng Halvor Egner Granerud Phillip Sjøen Johann André Forfang | DeutschlandPaul Winter Martin Hamann Sebastian Bradatsch Andreas Wellinger | ÖsterreichElias Tollinger Patrick Streitler Philipp Aschenwald Simon Greiderer |
| 11. September 2015 | Grand Prix              | HS106   | Sara Takanashi                                                                          | Nita Englund                                                               | Yūki Itō                                                                       |
| 11. September 2015 | Grand Prix              | HS140   | Stefan Kraft                                                                            | Robert Kranjec                                                             | Ilmir Chasetdinow                                                              |
| 12. September 2015 | Grand Prix              | HS106   | Sara Takanashi                                                                          | Yūki Itō                                                                   | Jacqueline Seifriedsberger                                                     |
| 12. September 2015 | Grand Prix              | HS140   | Junshirō Kobayashi                                                                      | Stefan Kraft                                                               | Kento Sakuyama                                                                 |
| 27. Februar 2016   | Weltcup                 | HS106   | Sara Takanashi                                                                          | Daniela Iraschko-Stolz                                                     | Jacqueline Seifriedsberger                                                     |
| 27. Februar 2016   | Weltcup                 | HS140   | Peter Prevc                                                                             | Michael Hayböck                                                            | Severin Freund                                                                 |
| 28. Februar 2016   | Weltcup                 | HS106   | Sara Takanashi                                                                          | Daniela Iraschko-Stolz                                                     | Maja Vtič                                                                      |
| 28. Februar 2016   | Weltcup                 | HS140   | Peter Prevc                                                                             | Severin Freund                                                             | Daniel-André Tande                                                             |
| 17. September 2016 | Grand Prix              | HS106   | Wettkampf abgesagt                                                                      | Wettkampf abgesagt                                                         | Wettkampf abgesagt                                                             |
| 17. September 2016 | Grand Prix              | HS140   | Wettkampf abgesagt                                                                      | Wettkampf abgesagt                                                         | Wettkampf abgesagt                                                             |
| 18. September 2016 | Grand Prix              | HS106   | Wettkampf abgesagt                                                                      | Wettkampf abgesagt                                                         | Wettkampf abgesagt                                                             |
| 18. September 2016 | Grand Prix              | HS140   | Wettkampf abgesagt                                                                      | Wettkampf abgesagt                                                         | Wettkampf abgesagt                                                             |
| 1. Februar 2017    | Winter-Universiade 2017 | HS106   | Naoki Nakamura                                                                          | Michail Maximotschkin                                                      | Thomas Lackner                                                                 |
| 1. Februar 2017    | Winter-Universiade 2017 | HS106   | Haruka Iwasa                                                                            | Yuka Kobayashi                                                             | Marta Křepelková                                                               |
| 4. Februar 2017    | Winter-Universiade 2017 | HS106   | JapanHaruka Iwasa Naoki Nakamura                                                        | TschechienMarta Křepelková Čestmír Kožíšek                                 | JapanYuka Kobayashi Max Koga                                                   |
| 5. Februar 2017    | Winter-Universiade 2017 | HS106   | JapanYuka Kobayashi Haruka Iwasa                                                        | TschechienKarolína Indráčková Marta Křepelková                             | RusslandStefanija Nadymowa Alena Sutiagina                                     |
| 5. Februar 2017    | Winter-Universiade 2017 | HS106   | RusslandAlexander Baschenow Roman Trofimow Michail Maximotschkin                        | SlowenienAnže Lavtižar Andraž Modic Aljaž Vodan                            | PolenKrzysztof Miętus Stanisław Biela Przemysław Kantyka                       |